# 횡성한우축제
횡성한우축제는 강원특별자치도 횡성군에서 개최하는 지역 축전이다.